# Skolelinux
Skolelinux je operacijski sistem namenjen šolskemu izobraževanju, oziroma poučevanju, in temelji na distribuciji Debian, od koder ima tudi ime, Debian-Edu. Je prosto programje, razvito na Norveškem, in podpira vse jezike, ki jih vsebuje Debian. Ime je neposredni prevod »šolski linux« v norveščini. Pri Skolelinux so možni štirje različni namestitveni profili na eni zgoščenki, s katerimi se lahko preprosto namesti prednastavljeno izobraževalno mrežo z glavnim strežnikom, delovnimi postajami in uporabniški strežniki.
Glavni namen sistema je:
- možnost visoke kakovosti poučevanja učiteljev v smislu informacijske tehnologije.
- tvorjenje distribucije Linux prikrojene za šole in prilagojene njihovim potrebam in virom.
- poenostavitev vzdrževanja računalniških zmogljivosti.
- oskrba s tankimi klienti, ki poenostavijo vzdrževanje, zmanjšujejo stroške in omogočajo rabo stare strojne opreme.
- zmanjšanje stroškov z uporabo odprtokodnega programja in ponovna raba stare strojne opreme.
- lokalizacija informacijsko-tehnološke infrastrukture s prevajanjem programskih strani v vse uradno podprte jezike na Norveškem - nynorsk in bokmål, kot tudi v severno samščino. Ta cilj so kasneje razširili na vse jezike v šolah po svetu.
- iskanje in pospeševanje primernih programov v šolah.

Skolelinux bodo lokaliziran na primer uvedli v približno 900 šol nemške zvezne dežele Porenje - Pfalška. Za Hamburgom je to že druga nemška zvezna dežela, ki se je odločila uvesti operacijski sistem Skolelinux v svojih šolah.